# Wolfgang Erdmann (General)
Wolfgang Erdmann (* 13. November 1898 in Königsberg; † 5. September 1946 in Munster) war ein deutscher Offizier, zuletzt Generalleutnant der Luftwaffe im Zweiten Weltkrieg.

## Leben
Erdmann trat am 10. Januar 1916 während des Ersten Weltkriegs als Offiziersanwärter in das Fußartillerie-Regiment „General-Feldzeugmeister“ (Brandenburgisches) Nr. 3 ein und wurde am 4. Juli 1916 in das Fußartillerie-Regiment Nr. 26 versetzt. Dort diente er nach seiner Beförderung zum Leutnant am 27. Januar 1917 als Kompanie- und Beobachtungsoffizier. Vom 7. August 1918 bis über das Kriegsende hinaus war Erdmann Adjutant beim Fußartillerie-Bataillon 156. Er wurde mit beiden Klassen des Eisernen Kreuzes sowie dem Verwundetenabzeichen in Schwarz ausgezeichnet.
Nach der Rückkehr in die Heimat schloss er sich der als Freikorps beim Oberschlesischen Selbstschutz tätigen „Freiwilligen-Fußartillerie-Batterie Adler“ an, wo er bis zum 31. Juli 1919 Dienst versah. Anschließend erfolgte seine Übernahme in die Reichswehr, wo er zunächst Bataillonsadjutant beim Reichswehr-Artillerie-Regiment 16 war. Vom 1. September bis zum 30. November 1919 war Erdmann Zweiter Ordonnanzoffizier im Stab der Reichswehr-Brigade 26 und wurde anschließend als Adjutant des II. Bataillons in das Reichswehr-Artillerie-Regiment 15 versetzt. Mit Wirkung vom 23. September 1920 versetzte man Erdmann in das 2. (Preußisches) Artillerie-Regiment nach Schwerin und beurlaubte ihn gleichzeitig, damit er ein Studium an der Technischen Hochschule Charlottenburg beginnen konnte. Dieses schloss Erdmann 1924 mit dem Grad als Diplom-Ingenieur ab.
Erdmann kehrte daraufhin zu seinem Regiment zurück, wurde am 1. April 1925 zum Oberleutnant befördert und diente die folgenden Jahre als Batterieoffizier in der 8. Kompanie. Am 1. April 1933 wurde er zum Hauptmann befördert, und ab 1. April 1935 bis zum 30. Juni 1937 absolvierte er die Generalstabs-Ausbildung. Zum 1. Juli 1937 wechselte Erdmann vom Heer in die Luftwaffe und diente dort bis Ende Juni 1938 als Offizier z. b. V. im Generalstab der Luftwaffe in der 2. Organisations-Abteilung. Danach war er bis Ende Februar 1939 im Stab des Luftgau-Kommandos XVII in Wien, wo er zugleich bis zum 31. Oktober 1938 mit der Wahrnehmung der Geschäfte des Stabschefs beauftragt war.
Am 1. März 1939 wurde Erdmann Kommandeur der II. Gruppe des Kampfgeschwaders 253, die am 1. Mai in II. Gruppe des Kampfgeschwaders 4 „General Wever“ umbenannt wurde. Diese Dienststellung hatte er bis zum 11. Januar 1940 inne.
Anschließend war er bis Ende März 1943 Generalquartiermeister im Generalstab der Luftwaffe. Zum 1. April 1943 wurde er zum Kommandeur der 18. Luftwaffen-Felddivision ernannt, die er bis zum 25. August 1943 führte. Vom 26. August 1943 bis zum 30. April 1944 war Erdmann Fliegerführer Kroatien. Er erhielt am 28. Dezember 1943 das Deutsche Kreuz in Gold.
Zum 1. Mai 1944 wurde er zum Chef des Generalstabes der 1. Fallschirm-Armee ernannt. Vom 20. August bis zum 8. Oktober war er Kommandeur der Ausbildungseinheiten „Erdmann“ beziehungsweise der späteren Fallschirmjäger-Division Erdmann, die am 9. Oktober in  7. Fallschirmjäger-Division umbenannt wurde. Am 8. Februar 1945 wurde er mit dem Ritterkreuz des Eisernen Kreuzes ausgezeichnet.
Bei der Kapitulation der Wehrmacht am 8. Mai 1945 kam Erdmann in britischen Kriegsgefangenschaft. In dieser wählte er am 5. September 1946 den Freitod.